# Beaulieu-sous-la-Roche
Beaulieu-sous-la-Roche é uma comuna francesa na região administrativa da Pays de la Loire, no departamento de Vendéia. Estende-se por uma área de 25,47 km². Em 2010 a comuna tinha 2 255 habitantes (densidade: 88,5 hab./km²).